# 小樵镇
小樵镇，是中华人民共和国河北省石家庄市晋州市下辖的一个乡镇级行政单位。

## 行政区划
小樵镇下辖以下地区：
小樵村、四常村、泉渡村、彭召村、东龙化村、西龙化村、七给村、光灿村、长召村、大樵村、屯尚村、万庄村、田村、西旺村、南旺村、北旺村、泥安村、西曹村、东曹村、庞村和常营村。